# Водянка оболочек яичка
Водянка оболочек яичка (водянка яичка, гидроцеле — от др.-греч. ὕδρω — вода и κήλη — вздутие) — безболезненный отёк мошонки из-за скопление серозной жидкости между собственными оболочками яичка, при котором оно увеличивается в размерах. Обычное явление у новорожденных, также встречается у 1 % мужчин.

## Классификация
У взрослых заболевание чаще приобретённое, у новорожденных мальчиков — обычное явление, которое само проходит в течение первого года жизни.
Водянку оболочек яичка классифицируют по генезу или по остроте заболевания.
- По генезу: врождённая и приобретённая

1. Врождённая форма может быть сообщающаяся, несообщающаяся.
2. Приобретённая форма: первичная (идиопатическая) или вторичная (симптоматическая).

- По характеру заболевания:
  - острая или хроническая форма.

## Диагностика
Осмотр и пальпация гениталий. Следует проводить дифференциальную диагностику с паховой и пахово-мошоночной грыжами, кистами, с водянкой семенного канатика, опухолями яичка и сперматоцеле.

### Врождённое гидроцеле
В норме закладка яичка происходит в забрюшинной области, затем сформированное яичко мигрирует в мошонку под воздействием мужских гормонов с участием «гунтерова» тяжа в окружении влагалищного отростка брюшины. Просвет этого отростка к моменту рождения ребёнка должен полностью закрыться. В том случае, когда происходит нарушение процессов облитерации (закрытия), возникают сообщающаяся водянка яичка или паховая грыжа в зависимости от диаметра отростка.
При этом жидкость из брюшной полости по протоку свободно попадает в оболочки яичка. Иногда происходит только частичное закрытие вагинального отростка. В этом случае влагалищный отросток брюшины облитерируется на разных уровнях пахового канала и яичка. Это приводит к таким заболеваниям как изолированная водянка яичка (киста яичка), изолированная водянка семенного канатика (киста семенного канатика) и изолированная водянка семенного канатика и яичка (киста семенного канатика и яичка).
Влагалищная оболочка яичка вырабатывает жидкость, которая служит как бы смазкой для яичка и способствует его свободному перемещению внутри мошонки. В норме поддерживается баланс между выработкой этой жидкости и её обратным всасыванием.
С нарушением этого механизма связана так называемая физиологическая водянка. Она встречается примерно у 10 % новорождённых и больше чем в половине случаев исчезает самостоятельно к концу первого года жизни ребёнка. Причина её развития заключается в несовершенстве лимфатического аппарата паховой области у новорождённых и грудных детей, что ведет к замедленному обратному всасыванию (абсорбции) образующейся серозной жидкости между оболочками яичка. По мере роста ребёнка возможны завершение облитерации вагинального отростка и увеличение абсорбционных свойств его оболочек, что у значительной части детей приводит к самостоятельному излечению водянки.

### Приобретённое гидроцеле
Приобретённая водянка возникает при остром или хроническом воспалении яичка, при травме яичка, при сердечно-сосудистой недостаточности, при новообразовании органов мошонки. Оперативные вмешательства на половых органах также могут привести к гидроцеле. Это так называемая реактивная «симптоматическая» водянка, которая проходит по мере лечения основного заболевания.
Механизм развития связан с уплотнением оболочек яичка, что нарушает лимфоотток с угнетением микроциркуляции (нарушением кровообращения). В результате этого происходит скопление жидкости между оболочками.
Водянка оболочек яичка развивается без болей и без каких-либо расстройств. Накопление жидкости протекает медленно и незаметно, иногда скачкообразно. Увеличение мошонки может быть небольшим, но иногда оно достигает размеров гусиного яйца и даже головы ребёнка. При водянке оболочек яичка очень больших размеров возникают затруднения при мочеиспускании и половом акте. Гидроцеле имеет гладкую поверхность и плотно-эластическую консистенцию, безболезненно при пальпации, определяется флюктуация. Кожа мошонки свободно берется в складку. Яичко обычно прощупать не удается, и только при небольшой водянке оно может определяться внизу припухлости. При диафаноскопии отмечается просвечивание всего образования. Симптом просвечивания бывает отрицательным только в тех случаях, если оболочки яичка резко утолщены, имеются гематоцеле или пиоцеле (кровь или гной в оболочках яичка), либо опухоль яичка. Гематоцеле — кровоизлияние в полость водянки оболочек яичка, которое может возникнуть в результате травмы, при геморрагических диатезах, после неудачной пункции гидроцеле. Гнойная водянка яичка возникает чаще при орхитах и эпидидимитах в результате проникновения инфекции при абсцессе яичка или придатка яичка.

### Диафаноскопия и ультразвуковое исследование
Диагноз водянки яичка устанавливают с помощью ультразвукового исследования яичек и диафаноскопии. При ультразвуковом исследовании находят накопление жидкости между оболочками яичек и неизменённое яичко, оценивают объём жидкости и её ликворную структуру. Диафаноскопия (от др.-греч. διαφανής «прозрачный» и σκοπέω «наблюдаю») — метод, основанный на просвечивании. При гидроцеле все образование просвечивается равномерно. Однако метод не всегда информативен. После перенесённого воспаления оболочек яичка или гематоцеле просвечивание может быть неравномерно. Диафаноскопия также позволяет проводить дифференциальную диагностику с грыжами (кишечник, прядь сальника), когда выявляется нарушение проходимости света через припухлость.

## Патогенез
Причины врождённой водянки яичка следующие. Яичко во внутриутробном периоде спускается в мошонку по паховому каналу, вместе с яичком перемещается и часть брюшины, которая называется влагалищным отростком брюшины. Затем просвет влагалищного отростка брюшины зарастает. Если этот просвет не зарастает, из брюшной полости в нём собирается жидкость. Кроме того клетки внутренней оболочки брюшины, которой покрыт отросток брюшины изнутри, сами способны продуцировать жидкость. Влагалищный отросток может сообщаться с брюшиной или быть слепым. Если он сообщается с брюшиной, жидкость иногда может циркулировать из гидроцеле в брюшную полость. Если гидроцеле обнаруживают у новорождённого ребёнка, лечение не начинают. Такая водянка яичка может исчезнуть сама при заращении отростка брюшины и рассасывании жидкости из полости гидроцеле.
Приобретённая водянка яичка возникает при воспалительных заболеваниях органов мошонки, травмах мошонки и промежности, нарушении лимфатического оттока от мошонки. Иногда водянка оболочек яичка может быть реактивной при воспалительных процессах в яичках или в придатках яичек или при перекруте яичка. Такая водянка яичка исчезает при исчезновении основного заболевания.

## Лечение
Лечение водянки яичка при воспалительных заболеваниях яичка и его придатка заключается в лечении основного заболевания: назначение антибактериальной терапии, покой и ношение суспензория. Для удаления жидкости из полости гидроцеле проводят пункцию водянки яичка. Жидкость при этом удаляют, а в полость вводят склерозирующие препараты. У этого метода лечения могут быть осложнения. При неудачной пункции оболочки яичка могут быть повреждены, возникает кровоизлияние и в полости гидроцеле накапливается кровь. Иногда в полость гидроцеле может быть занесена инфекция и возникает воспалительный процесс. Радикальным методом лечения считается операция. При водянке оболочек яичка выполняется три вида оперативных вмешательств.
Операция Винкельманна. При этом оперативном вмешательстве один из листков собственной оболочки яичка рассекают по передней поверхности, выворачивают наизнанку и сшивают позади яичка. При этом накопления жидкости больше не происходит.
Операция Бергмана. Часть внутреннего листка собственной оболочки яичка удаляют, оставшуюся часть сшивают. В послеоперационном периоде назначаются антибактериальные препараты и в течение некоторого времени ношение суспензория.
Операция Лорда. При этой операции проводится рассечение оболочек яичка, высвобождение водяночной жидкости и т.н гофрирование влагалищной оболочки вокруг яичка. При этом само яичко от окружающих тканей не освобождается и в рану не вывихивается. Это позволяет снизить травматизацию прилежащих тканей и питающих сосудов яичка.
Тем не менее, нет принципиальной разницы между предложенными операциями (Винкельмана, Бергмана или Лорда). Так в большинстве случаев хирург определяет вид пластики оболочек яичка уже во время операции. Так, например, нерационально делать операцию Винкельманна или Лорда при водянке больших размеров, когда есть избыток оболочек. Операция Лорда также не подойдет при застарелой водянке, когда оболочки становятся жёсткими и их гофрирование приведет к плохому результату с точки зрения эстетики.
По течению различают острую и хроническую водянку яичка. Обычно водянка оболочек яичка не сопровождается болевыми ощущениями. Жидкость в оболочках яичка может накапливаться очень медленно, в некоторых случаях накопление жидкости может идти скачками. При водянке оболочек яичка в мошонке можно прощупать образование грушевидной формы, основание которого внизу, а суженная верхушка направлена к паховому каналу. Иногда жидкость может попадать в паховый канал. Тогда водянка яичка может иметь вид песочных часов с перетяжкой в области наружного пахового кольца. Размеры гидроцеле могут быть различными: от небольших увеличений размеров мошонки до шаровидного образования размером с футбольный мяч. Болей при прощупывании чаще всего не бывает. Кожа на мошонке остаётся неизменённой, легко смещается. Водянка яичка прощупывается как плотное эластичное образование. При большом размере гидроцеле она может стать препятствием для совершения полового акта, иногда возникают затруднения при мочеиспускании.